# کانتری اصیل: قلب پاک
کانتری اصیل: قلب پاک (به انگلیسی: Pure Country: Pure Heart) یک فیلم موزیکال و درام آمریکایی محصول سال ۲۰۱۷ به کارگردانی دیمون سانتوستفانو است. این یک دنباله مستقل برای کشور پاک ۲ و سومین و آخرین قسمت از مجموعه فیلم‌های کانتری اصیل است. داستان خواهران نوجوانی است که وقتی متوجه می‌شوند پدر مرحومشان یک خواننده موسیقی کانتری است به نشویل می‌روند.